# 韋勒山
67°17′S 50°40′E / 67.283°S 50.667°E
韋勒山是南極洲的山峰，位於恩德比地，處於奧斯特冰川以西和雷弗倫斯峰以東3.7公里，海拔高度1,080米，該山峰在1956年由澳大利亞的探險隊發現，以莫森站的氣象人員命名。